# ژان پیر دسترومل
ژان پیر دسترومل (انگلیسی: Jean-Pierre Destrumelle؛ ۲ ژانویه ۱۹۴۱ – آوریل ۲۰۰۲ (۶۱ ساله)) بازیکن فوتبال اهل فرانسه بود.
از باشگاه‌هایی که در آن بازی کرده‌است می‌توان به باشگاه فوتبال المپیک مارسی و باشگاه فوتبال پاری سن ژرمن اشاره کرد.
وی همچنین در تیم‌های ملی فوتبال France national football B team, France national amateur football team، و سیزم بازی کرده‌است.